# トリフネ (小惑星)
(98943) トリフネ（英語: Torifune）は、アポロ群に分類される地球近傍小惑星 (NEO) である。2026年に小惑星探査機「はやぶさ2」によるフライバイでの近接探査が予定されており、2023年3月5日に日本からトリフネによる恒星 TYC 4082-00763-1（10.1等）の掩蔽で0.1秒間の減光の観測に成功した。正式な命名前に付与されていた仮符号は 2001 CC21。

## 特徴
トリフネは、2001年に地球近傍小惑星捜索プロジェクト「リンカーン地球近傍小惑星探査 (LINEAR)」によって発見された。軌道長半径は約1.032天文単位 (au)で、離心率が約0.219のやや潰れた楕円軌道を約383日かけて公転している。新天体として発見されたのは2001年だが、その19年前の1982年にサイディング・スプリング天文台から2回観測されていたことが判明している。長軸に対する短軸の比が0.5となっているほど、球形からは程遠い歪な形状をしていると考えられている。
スペクトル分類においては以前はL型に分類されると考えられていたが、2023年に行われた近赤外線分光観測によって、トリフネにはケイ酸塩が多く含まれており、L型小惑星では通常見られない輝石の吸収線が確認されたことで、トリフネは従来考えられていたL型小惑星ではなくS型小惑星であると考えられるようになっている。ケイ酸マグネシウムやアルミニウム、ケイ酸鉄といった資源が含まれているとされており、2020年12月時点ではトリフネの推定価値は1470.4億ドル、推定利益は297.7億ドルに達すると見積もられている。

## 探査
2020年7月、日本の宇宙航空研究開発機構 (JAXA) は小惑星探査機「はやぶさ2」がカプセルを地球へ分離した後に行う「拡張ミッション」の内容について、トリフネをフライバイした後に小惑星1998 KY26へ向かう計画を発表し、同年9月にこの計画で運用することを正式に選定された。はやぶさ2によるトリフネの近接探査は2026年7月に行われる予定となっている。拡張ミッションのスケジュール公表時点では、まだ研究の進んでいないL型小惑星を高度約100 kmまで接近して近接探査することで、炭素質隕石に見られる白色包有物 (CAI) との類似性の判定に生かす予定が示されていたが、先述の通りトリフネが後にS型小惑星であると考えられるようになったので、はやぶさ2ははやぶさ初号機が探査した(25143) イトカワと同程度の大きさを持つS型小惑星を探査するということになる。

## 名称
2001 CC21 という名称は、発見後に暫定的に与えられる仮符号である。発見後には正確な軌道要素の精査が行われ、発見から約4年後の2005年2月24日に小惑星センター (MPC) から発行された小惑星回報 「M.P.C. 53677」にて小惑星番号98,943番が付与された。
小惑星番号が与えられた後も長らくは 2001 CC21 の正式な固有名は命名されていなかったが、はやぶさ2の拡張ミッションの探査天体に選定されたことを受けて、2023年12月6日にJAXAは 2001 CC21 に付与する名称の一般公募を行うと発表した。名称の公募は日本国内からに限られ、2024年5月9日まで公募が受け付けられた。そして、同年9月23日に国際天文学連合 (IAU) の小天体の命名に関するワーキンググループ (WGSBN) により発行された「WGSBN Bulletin」にて、公募案の中から提案されたトリフネ (Torifune) が正式に承認・命名された。この名称は日本神話に登場する神および、鳥のように速く岩のように安定して航海する船である鳥之石楠船神（天鳥船）に由来しており、はやぶさ2がこの小惑星への高速接近探査を安全に遂行できるようにという願いが込められていると命名理由では述べられている。この名称は、日本宇宙少年団および認定NPO法人の子ども・宇宙・未来の会から選出された「子ども選定委員」の協力を得て、正式に命名を提案する名称が選定された。